# 93e régiment d'infanterie territoriale
Pour les articles homonymes, voir 93e régiment.
Le 93e régiment d'infanterie territoriale est un régiment d'infanterie de l'armée de terre française qui a participé à la Première Guerre mondiale.

## Création et différentes dénominations
Le régiment reçoit son numéro par décret du 19 mars 1875, en prévision de la mobilisation.

## Historique des garnisons, combats et batailles du93eRIT

### Première Guerre mondiale

#### Affectations
- 89e division d'infanterie territoriale d'août 1914 à juin 1917

## Drapeau
Il porte, cousues en lettres d'or dans ses plis, les inscriptions suivantes :
- L'Yser 1914
- L'Aisne 1917

## Sources et bibliographie
- Historique du 93e régiment territorial d'infanterie ... : La grande guerre 1914-1918 ; Historique du 5e bataillon du 93e régiment territorial d'infanterie, Bergerac, Impr. générale du sud-ouest, 1920, 31 p., lire en ligne sur Gallica.